# 陳料賢
陳料賢（1966年—2009年12月），綽號阿傻哥，臺灣雲林人，自幼罹患小兒麻痺症，後成為電腦軟體工程師，至屏東縣幫助身障人士學習電腦技術。

## 生平
陳料賢為雲林人，出生八個月即罹患小兒麻痺症。因家貧與自身殘疾，一直失學在家，直到十二歲才與和小四歲的弟弟一同進入小學。國小畢業後，當時屏東基督教醫院正好為脊髓側彎患者舉行巡迴醫療檢查。由挪威傳教士聶平安介紹到畢嘉士夫婦在屏東設立、專門照顧小兒麻痺兒童的勝利之家治療與念中學。陳料賢在屏東經過兩次手術仍無法站立，因下肢嚴重萎縮而體重不到30公斤。
陳料賢在屏東念到國中二年級，獲一位即將退休的老師安排轉至普通班上課，進而考上國立屏東高級中學。可是準備考大學時，與父親遭遇一場車禍，使家庭經濟更加雪上加霜，不得已只好放棄升學而進入新竹仁愛習藝中心接受電腦程式設計師訓練。結訓完畢後，卻遇到殘障人士的職缺太少，找不到適合工作。在一次為鄰居的腦性麻痺兒聯絡到勝利之家就學的機緣下，陳料賢回到勝利之家工作。
陳料賢以學得的dBase、Clipper和FoxPro等程式設計，推動勝利之家的行政電腦化，並成為殘障人士電腦職訓班講師。1997年1月11日，中華民國第二屆殘障楷模金鷹獎舉行頒獎典禮，陳料賢以電腦室主任身分與林添貴等獲獎。2月4日，獲總統李登輝接見。陳料賢擔任勝利之家電腦軟體指導主任期間，一改安排電腦打字、排版、網頁等設計課程，而是教導身障學員電腦軟硬體維修，以因應就業市場需求。1998年12月18日，陳料賢因電腦教學、訓練，還研究改裝適合身心殘障者的電腦輔具，獲資策會資訊科學展示中心主辦的資訊向日葵獎。
陳料賢任勝利之家社工室主任期間，四處籌募復康巴士，幫助屏東得到十多輛復康巴士。2001年7月21日，他以羅騰園肢體殘障服務協會理事長身分，與屏東市的四十間商店簽約，為身障人士提供到店門口服務。2005年11月26日，屏東縣政府在舉行新書《四季──生命之歌》發表會，介紹陳料賢、廖美紅、張汝珊、蕭秀慧、蕭清宗、夏皖屏、蔡炎桂、楊永恬、徐榮義、趙美君、潘枝鴻、洪樹勳等十二位屏東縣身障人士的奮鬥故事。在勝利之家工作時，陳料賢發現社工流動率很大，因此去讀屏東科技大學社工系學習當社工，2007年畢業。畢業後，考上美和技術學院研究所。
牧師楊世林表示，陳料賢外號「阿傻哥」，是因對公益、身障者弱勢有股義無反顧的傻勁。2009年末，四十四歲的陳料賢正籌劃屏東縣國際身心障礙日活動期間，12月7日被警方發現猝逝在住處。家屬整理遺物時發覺，留下最多的是奉獻單。